# Alcoa

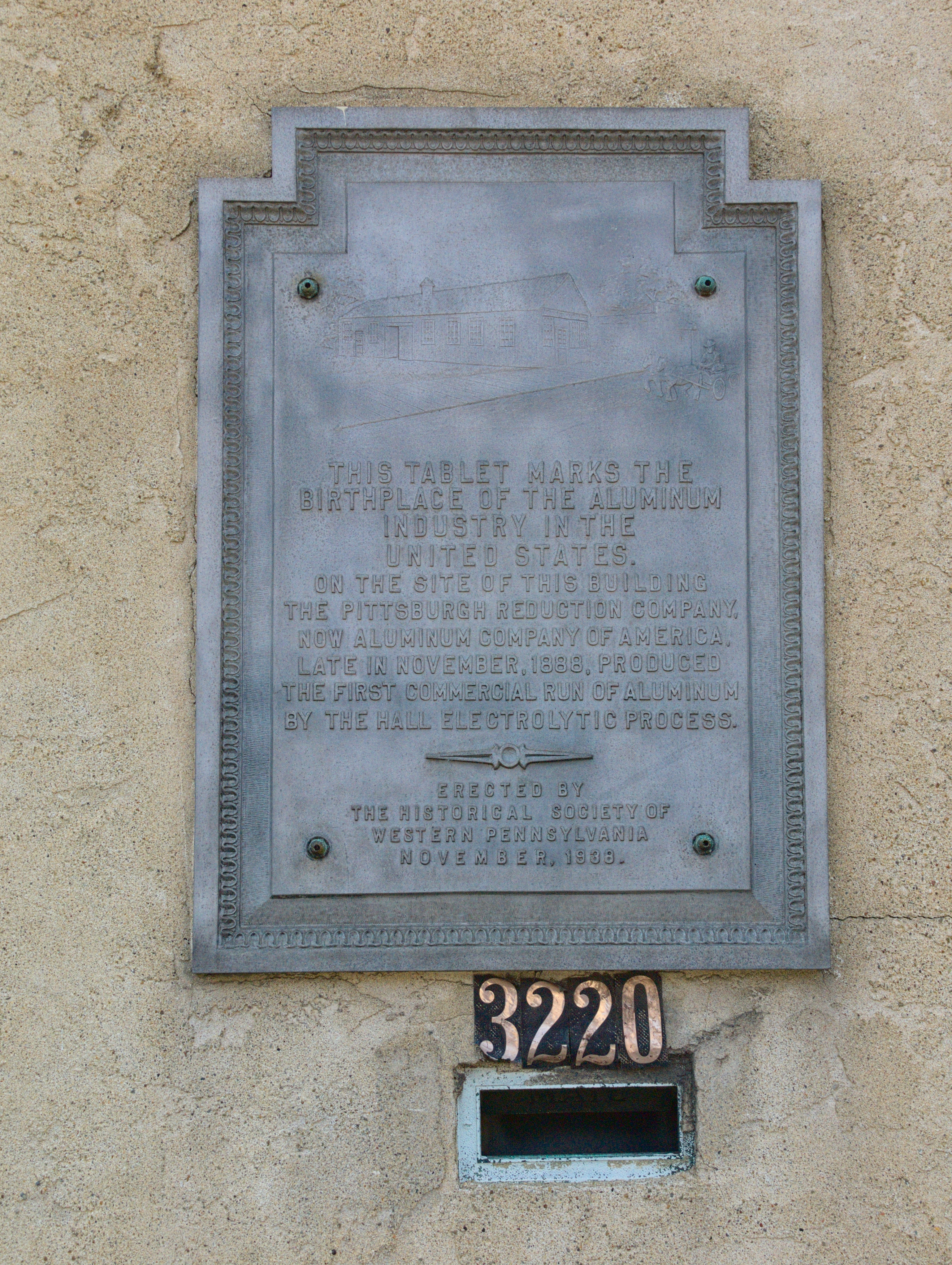
Pamětní deska na místě vzniku kde v listopadu 1888 společnost Pittsburgh Reduction Company, nyní Aluminum Company of America, poprvé vyráběla hliník elektrolytickým procesem

Alcoa (zkratka z Aluminium Company of America) je třetím největším světovým producentem hliníku se sídlem v New Yorku.
Sídlo firmy je v Pittsburghu, v Pensylvánii. Z hliníku vytváří i oxid hlinitý. Výrobky společnosti Alcoa jsou používány po celém světě v letadlech (a to různého typu), automobilech, baleních, ve stavebnictví, v těžebním průmyslu (obzvláště ropném), amerických armádních těžkých zbraních a v dalších složkách průmyslu. Ve firmě je přes 60 000 pracovníků. Vznikla v roce 1888 v Pittsburghu. Zakladatelem je Charles Martin Hall.